# Montezumina longistyle
Montezumina longistyle är en insektsart som beskrevs av Márquez Mayaudón 1965. Montezumina longistyle ingår i släktet Montezumina och familjen vårtbitare. Inga underarter finns listade i Catalogue of Life.